# هيروشيما

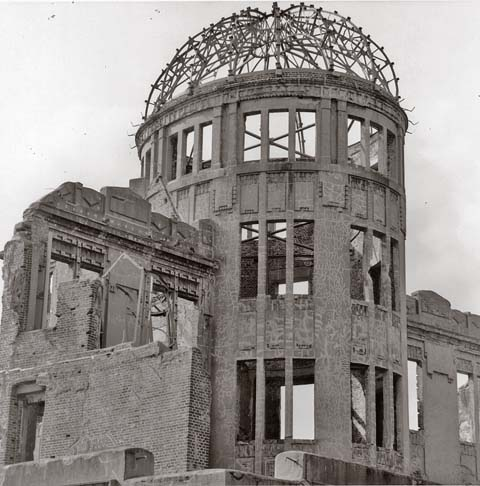
نصب السلام التذكاري في هيروشيما (اليابان)

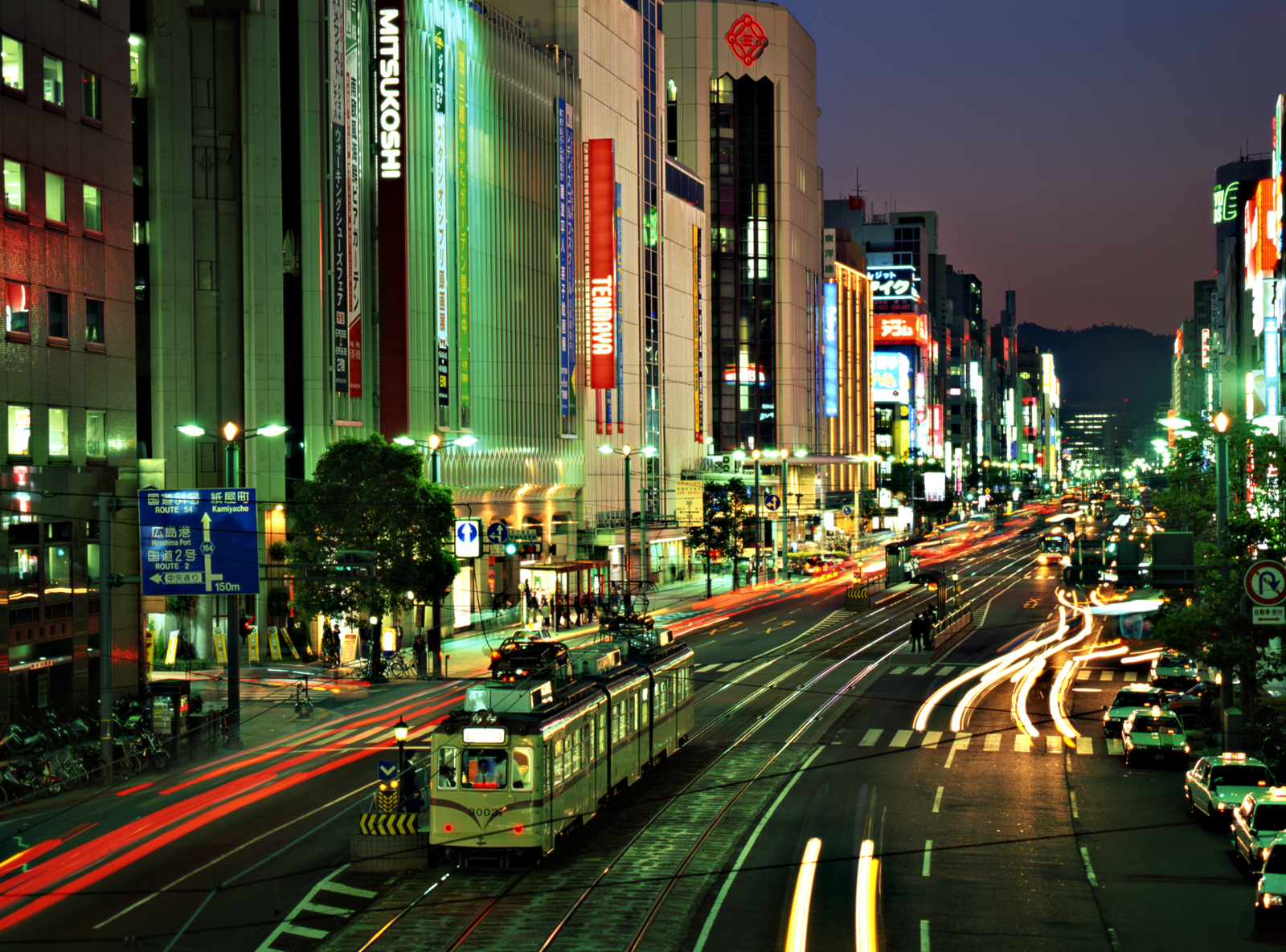
هيروشيما ليلا

هيروشيما (باليابانية: 広島市) هي مدينة في اليابان، تقع في جزيرة «هونشو»، وتشرف على «خليج هيروشيما». عاصمة «محافظة هيروشيما» وأكبر مدنها. اشتهرت عالميا لانها كانت أول مدينة في العالم تلقى عليها قنبلة ذرية. يبلغ عدد سكانها حوالي 1,136,684 نسمة (2003).

## الاقتصاد
شيد الميناء -والذي يعتبر الأحدث في اليابان من حيث التجهيزات- والعديد من المنشآت الصناعية الأخرى على
رصيف ومنصات بحرية اصطناعية. الصناعات في «هيروشيما» متنوعة: المنسوجات، بالغذائية، صناعة الـ«ساكي» (الجعة المحلية).

## التاريخ
شيدت المدينة عام 1594 م، على ستة من الجزر الواقعة على دلتا نهر «أوتا». تطورت المدينة وأصبحت مركزا للتجارة، كما أقيمت فيها قاعدة عسكرية عام 1868 م.
في يوم الـ6 من أغسطس سنة 1945 م قامت إحدى الطائرات الأمريكية («إينولا غاي»)، بقيادة الطيار الكولونيل بول تيبيتس، بإلقاء القنبلة الذرية (قنبلة A) على مدينة «هيروشيما»، دمر 90% من مباني ومنشآت المدينة، وقتل أكثر من 80,000 شخص، كما جرح 90,000 آخرون، وبقي عشرات الآلاف بدون مأوى (عام 1945 م بلغ تعداد سكان المدينة 350,000 نسمة).
بعدها بثلاثة أيام قامت الولايات المتحدة بإلقاء قنبلة أخرى على مدينة ناجازاكي. قتل على إثرها أكثر من 75,000 شخص.
لا يُعرف السبب المباشر في إقدام الولايات المتحدة على فعلها هذا فقد كانت الإمبراطورية اليابانية تحتضر ولم يستدعي الأمر قنبلتين نوويتين لإرغام اليابان على الاستسلام. إلا أن السبب المنطقي الأمريكي الغير مُعلن أن المقاتل الياباني مُقاتل عنيد ولا يستسلم وكان عناد الجندي الياباني يسبب خسائر في الأرواح في صفوف الجنود الأمريكيين فكان لابدّ من إرسال رسالة أمريكية لا لبس فيها لكسر العناد الياباني وتمثّلت الرسالة الأمريكية بقنبلة هيروشيما ولم يرضخ اليابانيون الا بعد قنبلة ناكاساكي.
بعد الحرب وتحت إشراف «تانغي كينزو» (معماري ياباني مشهور) تم إعادة بناء المدينة، أخذت النشاطات التجارية بعدها تستعيد حيوتها.

## التفجير الذري
استعملت مرتين. التفجير الأول والأكثر شهرة كان في مدينة هيروشيما، حيث أسقطت الولايات المتحدة قنبلة يورانيوم تزن أكثر من 4.5 طن اسمها Little Boy (الولد الصغير) على هيروشيما في السادس من أغسطس سنة 1945، وقد اختير جسر أيووي وهو واحد من 81 جسرا تربط السبعة أفرع في دلتا نهر أوتا ليكون نقطة الهدف، وحدد مكان الصفر لأن يكون على ارتفاع 1980 قدما، وفي الساعة الثامنة وخمس عشر دقيقة تم إسقاط القنبلة من إينولا جيي، وقد أخطأت الهدف قليلا وسقطت على بعد 800 قدم منه، وفي الساعة الثامنة وست عشر دقيقة وفي مجرد ومضة سريعة كان 66000 قد قتلوا و69000 قد جرحوا بواسطة التفجير المتكون من 10 آلاف طن.
كانت الأبخرة الناجمة عن التفجير ذات قطر يقدر بميل ونصف، وسبَّبَ التفجير تدميرًا كاملا لمساحة قطرها ميل، وسبب تدميرا شديدا لمساحة قطرها ميلين، واحترق كل شيء قابل للاحتراق تماما في مساحة قطرها ميلين ونصف، وما تبقي من منطقة التفجير كان متوهجا أو محمرا من الحرارة الشديدة، وكان اللهب ممتدا لأكثر من ثلاثة أميال قطرا.

قالت سيدة نجت من تلك المذبحة: 
، ولا تزال تلك السيدة حية حتى الآن، وأجريت لها خمس عشرة عملية تجميل لإصلاح وجهها الذي تشوّه بشدة، لكنها تقول: 
.
اختلف الخبراء في تقويم الفعل الأمريكي هذا، فبعضهم أيّد وجهة النظر الأمريكية التي قالت إن إلقاء القنابل سارع في إنهاء الحرب العالمية، ووفّر ملايين القتلى على البشرية، ويرى آخرون أن هذا مجرد تبرير غير منطقي، إذ يرون أن الحرب كانت تضع أوزارها، ولن تطول مدتها كثيراً، وما قامت به أميركا ليس سوى عرض عضلات أرادت من ورائه أن تلقي هيبتها وتفرض سيطرتها على العالم.
يذكر أن نحو 140 ألف شخص لقوا مصرعهم من جراء القنبلة وما أعقبها من تداعيات.